# Ārlavas pagasts
Ārlavas pagasts er en territorial enhed i Talsu novads i Letland. Pagasten havde 1.233 indbyggere i 2010 og omfatter et areal på 134,50 kvadratkilometer. Hovedbyen i pagasten er Valdemārpils.
Ārlavas pagasts som det ser ud i dag tog sin form efter 2. verdenskrig, bestående af pagastens centrale dele fra før krigen, næsten hele den tidligere Nogales pagasts og store dele af den tidligere Lubezeres pagasts. Ārlavas pagasts areal bestod af 226,90 kvadratkilometer i 1935. I 1945 oprettedes Ārlava, Īve, Lube, Valdemāra og Ziedoņa landsbyråd, og pagasten nedlagdes i 1949. Ārlava landsby lagdes i 1956 sammen med Valdemārpils, hvorefter Valdemārpils pilsētas lauku teritoriju (Valdemārpils bys landterritorie) oprettedes. I 1965 tilførtes dele af landsbyerne Lube og Vandzene. I 2009 blev landterritoriet underlagt Talsu novads som særskilt administrativ enhed i forhold til Valdemārpils. I 2010 fik landterritoriet navnet Ārlavas pagasts.

## Kendte indbyggere
- Krišjānis Valdemārs – forfatter